# Achalciche
Achalciche (gruzínsky: ახალციხე Achalciche; ázerbájdžánsky Axaltsixe; arménsky: Ախալցխա Achalccha) je gruzínské město, které je centrem regionu Samcche-Džavachetie. Název města se dá do češtiny přeložit jako „Nová pevnost“. Žije v něm 17 903 obyvatel.

## Poloha
Město se nachází v rozlehlém horském údolí Malého Kavkazu položeném ve výšce okolo 1000 metrů nad mořem v historickém regionu Samcche. Městem protéká říčka Pocchovi, která se vlévá zleva do řeky Kury. Významná část obyvatelstva je arménské národnosti (26,7 % 2014).

## Historie

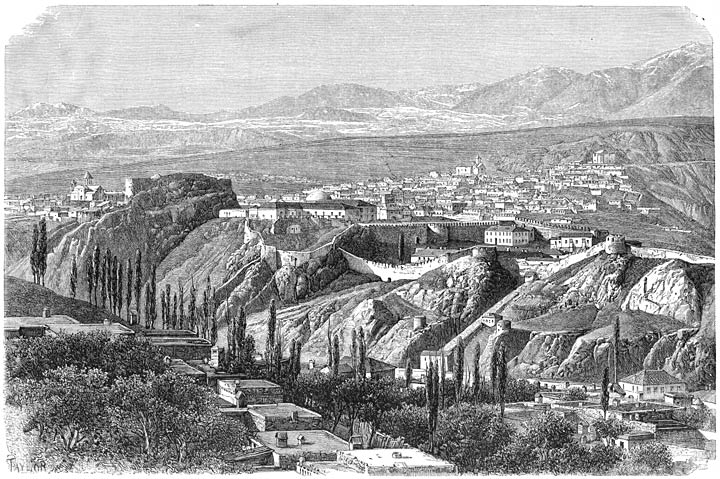
Achalciche koncem 19. stol.

O městě hovoří první zmínky v kronikách poprvé ve 12. století, kdy bylo významnou součástí gruzínské říše královny Tamary. Tehdy městu vládl místní šlechtický rod Achalcicheli. Od 13. bylo město i region Samcche ve správě rodu Džakeli. Od roku 1576 bylo Achalciche okupováno osmanskými Turky a v roce 1628 bylo k Osmanské říši anektováno a stalo se správním střediskem provincie Ahıska.
V roce 1828 bylo město během rusko-tureckých válek dobyto ruskou armádou pod velením generála Ivana Paskeviče a na základě mírové dohody z Drinopole z roku 1829 připadlo Achalciche Rusku, kde se město stalo součástí nejprve kutaiské, později tbiliské gubernie.
Během sovětské éry v 80. letech byla ve městě zřízena základna 10. motostřelecké divize Rudé armády, která byla po rozpadu Sovětského svazu začleněna do řad gruzínské armády.

## Památky

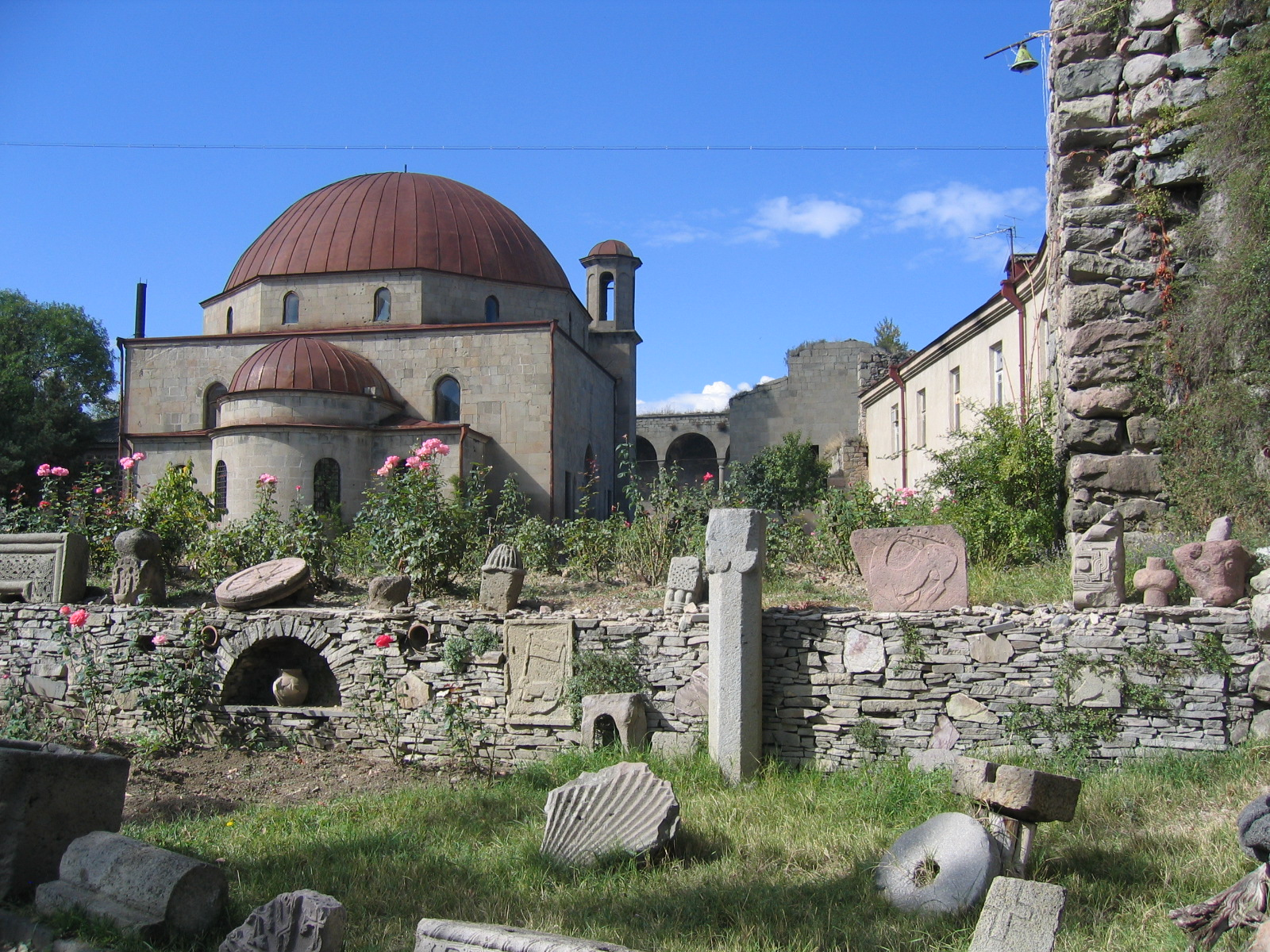
Hrad Achalciche

Díky bohaté historii a kulturním vlivům se v Achalciche dochovaly cenné památky. V historickém centru města je k vidění stará Achalcichská pevnost Rabat a hrad, starý sídelní hrad rodu Džakeli (13. až 14. století), několik arménských kostelů, jedna mešita a jedna synagoga. Na kopci nedaleko města se nachází klášter Sapara z 10. až 14. století.

## Partnerská města
- Gjumri, Arménie
- Jerevan, Arménie
- Artvin, Turecko
- Ardahan, Turecko